# Thyropygus hosei
Thyropygus hosei är en mångfotingart som först beskrevs av Pocock 1892.  Thyropygus hosei ingår i släktet Thyropygus och familjen Harpagophoridae. Utöver nominatformen finns också underarten T. h. aculeus.